# Cephalodella forficula
Cephalodella forficula ist eine Art der Gattung Cephalodella aus dem Stamm der Rädertierchen (Rotatoria).

## Beschreibung
Die Tiere werden 300 bis 375 µm lang und führen eine räuberische Lebensweise. Ihr Panzer besteht aus vier Platten, die durch Längsspalten, die als Scharniere dienen, getrennt sind. Ihre mit Dornen bestückten Zehen werden 66 bis 90 µm lang. Mit diesen bauen sie lange, lockere, braune Röhren aus Schlammteilchen. Ihr Räderorgan ist schräggestellt, und um den Mund befindet sich ein Büschel starrer Wimpern. Sie besitzen zwei Stirnaugen mit einer gemeinsamen Linse.

## Verbreitung
Cephalodella forficula lebt auf dem Grund stehender und fließender Gewässer.